# Chizoba Atu
Chizoba Eduardo Neves Atu (São Paulo, 25 de julho de 1997) é um jogador de voleibol brasileiro que atua na posição de oposto.

## Carreira
Natural de São Paulo, Chizoba começou a jogar profissionalmente pelo São Caetano em 2015, tendo também uma breve passagem pelo Monte Cristo em 2017.
Para a temporada 2018–19, transferiu-se para a Estônia, onde competiu e conquistou o título do Campeonato Estoniano pelo Pärnu VK. No mesmo ano, recebeu convite da Confederação Brasileira de Voleibol (CBV) através do técnico Marcelo Fronckowiak para treinar no centro de Saquarema.
Em 2019, o atleta mudou-se para a França para competir pelo Stade Poitevin Volley Beach. Com o novo clube, foi campeão da Copa da França de 2019–20 por w.o, após a equipe do Tours Volley-Ball desistir de competir na final, citando razões de saúde relacionadas ao Covid-19.
Após atuar por três temporadas pelo clube de Poitiers, o oposto foi anunciado como o novo reforço do Nantes Rezé Métropole, ainda na primeira divisão francesa, para disputar a temporada 2022–23.
Em 2025, Chizoba foi convocado pela primeira vez para a Seleção Brasileira para a disputa da Liga das Nações, fez a sua estreia já na primeira semana no Rio de Janeiro contra Cuba e terminou a competição em 3º lugar.

## Vida pessoal
Chizoba é filho de pai nigeriano e mãe brasileira.

## Títulos
Pärnu VK
- Campeonato Estoniano: 2018–19

Stade Poitevin Volley Beach
- Copa da França: 2019–20

Nantes Rezé Métropole
- Copa da França: 2023–24

## Clubes
| Anos      | Clube                       |
| --------- | --------------------------- |
| 2015–2017 | São Caetano                 |
| 2017–2018 | Monte Cristo                |
| 2018–2019 | Pärnu Volleyball Club       |
| 2019–2022 | Stade Poitevin Volley Beach |
| 2022–2024 | Nantes Rezé Métropole       |
| 2024–     | Cuprum Stilon Gorzów        |

## Prêmios individuais
- 2023: Campeonato Francês – MVP e melhor oposto da fase regular
- 2024: Campeonato Francês – MVP e melhor oposto da fase regular
- 2024: Copa da França – MVP